# Działanie (socjologia)
Działanie – w socjologii: takie ludzkie zachowanie, z którym osoby działające wiążą pewne subiektywne znaczenie (sens). Takie ujęcie działania rozpowszechnione zostało dzięki socjologii Maxa Webera i obecnie uznaje się je za jedno z elementarnych pojęć socjologicznych. 

## Działanie u Maxa Webera
Weber podaje swoją definicję działania we wstępnych fragmentach Gospodarki i społeczeństwa, uznające je za kluczowe pojęcie socjologii. „Działanie oznacza ludzkie zachowanie (zewnętrzny lub wewnętrzny czyn, zaniechanie lub znoszenie), jeśli i o ile działający, bądź wielu działających, wiąże z nim pewien subiektywny sens”.
Socjologia Webera opiera się na przeświadczeniu, że wszelkie fenomeny społeczne dadzą się sprowadzić do takich jednostkowych działań, które w konsekwencji tworzą bardziej skomplikowane struktury społeczne (indywidualizm metodologiczny). Z tego powodu zrozumienie subiektywnych sensów działających jednostek jest konieczne dla wyjaśniania zjawisk społecznych. Polegać to ma na wskazaniu interesów, wartości czy celów, którymi kieruje się jednostka. 

### Typy działań
Weber rozróżnił cztery typy działań:
- działania racjonalne ze względu na cel (zweckrational), w którym działający kieruje się racjonalnością instrumentalną: ze zbioru wartości podmiot wybiera cele i przy uwzględnieniu alternatywnych kosztów i korzyści dobiera odpowiednie środki,
- działania racjonalne ze względu na wartości (wertrational), w odróżnieniu od powyższych, działający podmiot nie kieruje się kalkulacją następstw działania (w myśl zasady „cel uświęca środki”),
- działania afektywne, odpowiadające aktualnym stanom uczuciowym,
- działania tradycjonalne, opierające się na nawyku.

Są one traktowane jako typy idealne; rzeczywiste działania wyczerpują znamiona więcej niż jednego typu.

### Działanie społeczne
Działaniem społecznym jest takie działanie, którego znaczenie odnosi się do zachowań innych ludzi i jest na nie nakierowane. Nie są działaniami społecznymi jednoczesne działania wielu osób (Weber podaje przykład otwierania parasoli na deszczu) czy też takie działania, na które jedynie wpływa zachowanie innych ludzi (na przykład psychologia tłumu Le Bona). Działanie społeczne jest podstawowym elementem, z którego zbudowane są wszelkie struktury i instytucje społeczne, na przykład grupy czy organizacje.

## Działanie w innych teoriach socjologicznych
Teorię działania społecznego Webera rozwinął Talcott Parsons, starając się zintegrować ją z teoriami innych klasyków socjologii (takimi jak Pareto czy Durkheim). W Theory of Social Actions (1937) Parsons pokazuje jak na pojęciu działania można oprzeć całą teorię socjologiczną. W przeciwieństwie jednak do Webera ważniejsze są dla niego role społeczne, a nie pojedyncze jednostki. Role określają interesy, normy i wartości, które z kolei są bodźcem i ograniczeniem dla działań.
Podobnym do Webera pojęciem działania posługują się również symboliczny interakcjonizm oraz teoria racjonalnego wyboru. Debata dotycząca miejsca działania społecznego w budowaniu teorii socjologicznej jest jednym z podstawowych sporów w socjologii. Podejście odwołujące się do wyjaśniania działań ludzkich przez odwoływanie się do ich intencji (symboliczny interakcjonizm) czy racjonalnych kalkulacji kosztów i korzyści (teoria racjonalnego wyboru) bywa wiązane z metodologicznym indywidualizmem i jest przedmiotem krytyki niektórych teoretyków nauk społecznych. Część socjologów twierdzi, że zachowania ludzkie lepiej wyjaśniają teorie opierające się na pojęciu struktury społecznej (zob. też: strukturalizm).